# Krasinek
Krasinek (deutsch Schönfeld) ist ein Ort in der polnischen Woiwodschaft Ermland-Masuren. Er gehört zur Gmina Młynary (Stadt-und-Land-Gemeinde Mühlhausen) im Powiat Elbląski (Kreis Elbing).

## Geographische Lage
Krasinek liegt im Nordwesten der Woiwodschaft Ermland-Masuren, 13 Kilometer nordöstlich der früheren Kreisstadt Preußisch Holland (polnisch Pasłęk) bzw. 21 Kilometer östlich der heutigen Kreismetropole Elbląg (deutsch Elbing).

## Geschichte
Das frühere Schönfeld war einst ein sehr großes Vorwerk der Gemeinde Schlobitten (polnisch Słobity). Im Jahre 1785 wurde es als adliges Vorwerk mit drei Feuerstellen erwähnt, 1820 als ebensolches mit zwei Feuerstellen bei 37 Einwohnern.
Ab dem 1. Januar 1908 wurde der Gutsbezirk Schönfeld als Teil des Amtsbezirks Schlobitten im ostpreußischen Kreis Preußisch Holland genannt. Im Jahre 1910 zählte das Dorf 88 Einwohner.
Am 30. September 1928 verlor der Gutsbezirk Schönfeld seine Eigenständigkeit und wurde nach Herrndorf (polnisch Młynarska Wola) eingemeindet.
In Kriegsfolge fiel 1945 das gesamte südliche Ostpreußen an Polen. Schönfeld erhielt die polnische Namensform „Krasinek“ und ist heute ein Przysiółek (= „Weiler“) innerhalb der Stadt-und-Land-Gemeinde Młynary (Mühlhausen) im Powiat Elbląski (Kreis Elbing), von 1975 bis 1998 der Woiwodschaft Elbląg, seither der Woiwodschaft Ermland-Masuren zugehörig.

## Religion
Bis 1945 war Schönfeld in den Sprengel Herrndorf der Vereinigten evangelische Kirchengemeinden Herrndorf-Schlobitten in der Kirchenprovinz Ostpreußen der Kirche der Altpreußischen Union sowie in die römisch-katholische Pfarrei in Mühlhausen eingegliedert.
Krasinek gehört heute auch noch zur katholischen Pfarrei in Młynary, außerdem aber auch zur Diözese Masuren der Evangelisch-Augsburgischen Kirche in Polen.

## Verkehr
Krasinek ist über einen Abzweig an der Straße von Młynarska Wola (Herndorf) über Słobity (Schlobitten) nach Gładysze (Schlodien) direkt erreichbar. 
Seit 2004 besteht kein Bahnanschluss mehr, wurde doch in jenem Jahr der Personenverkehr auf der Bahnstrecke Malbork–Braniewo (frühere Preußische Ostbahn) eingestellt, an der Słobity die nächstgelegene Bahnstation war.